# アンナ・フリエル
アンナ・フリエル（英語: Anna Louise Friel, 1976年7月12日 - ）は、イギリスの女優。

## 略歴
グレーター・マンチェスターのロッチデール出身。兄弟のマイケルはテレビCMに出ていた。Crompton House Church of England High Schoolに通った後、マンチェスターのHoly Cross Collegeへ通った。
幼いころから俳優という仕事に興味を持ち、ローカル・タレント・ショーでしばしば賞賛されていた。13歳の時にドラマに初出演。

### 私生活
2001年、カンヌ行きでの飛行機で出会った俳優デヴィッド・シューリスと付き合いだし、2005年7月9日には娘をもうけたが、2010年に破局を迎えている。
2008年、フリエルは、アラン・カー(アメリカ合衆国の映画プロデューサーの方ではない)、Angela Griffin、ナタリー・インブルーリア、Edith Bowman、ツイッギーといったセレブリティたちとともに行われた乳がん啓発のためのイベントFashion Targets Breast Cancer を支援した。
また、ひどい問題を抱えた国を変えようとしているNGO w:Burma Campaign UKにも協力している。

## 受賞歴
- 1999 Drama Desk Awards – Outstanding Featured Actress in a Play for "Closer"
- 1995 w:TV Times Awards – Best Actress
- 1994 TV Quick Magazine – Best Newcomer

また、これ以外にもボルトン大学から名誉学位が授けられた。

### ノミネート
- 2008 ゴールデングローブ賞 –主演女優賞(コメディシリーズ) -  『プッシング・デイジー 恋するパイメーカー』
- 2008 サテライト賞 – 主演女優賞(ミュージカル・コメディシリーズ部門)-  『プッシング・デイジー 恋するパイメーカー』

## 主な出演作品

### 映画
| 公開年 | 邦題 原題                                                     | 役名               | 備考       |
| ------ | ------------------------------------------------------------- | ------------------ | ---------- |
| 1998   | スカートの翼ひろげて The Land Girls                           | プルー             |            |
| 1999   | 真夏の夜の夢 A Midsummer Night's Dream                        | ハーミア           |            |
| 1999   | マネー・トレーダー 銀行崩壊 Rogue Trader                      | リサ               |            |
| 2000   | サンセット・ストリップ Sunset Strip                           | タミー             |            |
| 2000   | ピース・ピープル An Everlasting Piece                         | Bronagh            |            |
| 2001   | ミー・ウィズアウト・ユー Me Without You                       | マリナ             |            |
| 2003   | タイムライン Timeline                                         | レディ・クレア     |            |
| 2004   | 恋しくてロンドン Perfect Strangers                            | スージー           | テレビ映画 |
| 2005   | GOAL! Goal!                                                   | ロズ・ハーミソン   |            |
| 2007   | GOAL!2 Goal! 2: Living the Dream...                           | ロズ・ハーミソン   |            |
| 2009   | マーシャル博士の恐竜ランド Land of the Lost                   | ホリー・カントレル |            |
| 2010   | 恋のロンドン狂騒曲 You Will Meet a Tall Dark Stranger         | アイリス           |            |
| 2010   | ロンドン・ブルバード -LAST BODYGUARD- London Boulevard        | ブライオニー       |            |
| 2011   | リミットレス Limitless                                        | メリッサ           |            |
| 2011   | トレジャー・ガード ソロモンの指環と伝説の秘宝 Treasure Guards | ヴィクトリア       | テレビ映画 |
| 2013   | Mr.スキャンダル The Look of Love                              | ジーン・レイモンド |            |
| 2016   | サイバー・リベンジャー I.T.                                   | ローズ・リーガン   |            |

### テレビシリーズ
| 放映年    | 邦題 原題                                                  | 役名                                 | 備考           |
| --------- | ---------------------------------------------------------- | ------------------------------------ | -------------- |
| 1996      | ハリウッド・ナイトメア Tales from the Crypt                | アンジェリカ                         | 1エピソード    |
| 1996      | 修道士カドフェル Cadfael                                   | Sioned                               | 1エピソード    |
| 1998      | われらが友 Our Mutual Friend                               | ベラ                                 | ミニシリーズ   |
| 2007-2009 | プッシング・デイジー Pushing Daisies                       | シャーロット（チャック）・チャールズ | 22エピソード   |
| 2010      | マットとデヴィッド ボクたち空港なう。 Come Fly with Me     | 本人                                 | 1エピソード    |
| 2011      | ネバーランド Neverland                                     | エリザベス・ボニー                   | ミニシリーズ   |
| 2017      | ガールフレンド・エクスペリエンス The Girlfriend Experience | エリカ・マイルズ                     | メインキャスト |
| 2016-     | 女刑事マーチェラ Marcella                                  | マーチェラ                           | メインキャスト |